# Berufsförderungswerk
Ein Berufsförderungswerk (BFW) ist in Deutschland eine berufliche Fördereinrichtung, mit der weiteren Zielrichtung von sozialer und gesundheitlicher Kompetenzentwicklung zur passgenauen Integration in den ersten Arbeitsmarkt. Berufliche Rehaeinrichtungen bilden die Grundlage der Umsetzung des gesetzlichen Anspruchs auf Teilhabe am Arbeitsleben nach dem SGB IX, speziell im § 35 ff. SGB IX (LTA: Leistungen zur Teilhabe am Arbeitsleben). Berufsförderungswerke werden in einer gemeinnützigen Gesellschaftsform in öffentlicher oder auch in privater Trägerschaft geführt. Dabei arbeiten die Berufsförderungswerke eng mit  den Reha-Trägern wie Deutscher Rentenversicherung und Berufsgenossenschaften sowie in Kooperation mit sozialen Dienstleistungsunternehmen zusammen.
Ein BFW ist auf die besonderen Belange von Menschen mit gesundheitlichen Einschränkungen eingerichtet. Es gibt medizinische, sozialpädagogische und psychologische Fachdienste zur Unterstützung der Rehabilitanden während der Ausbildung. Die Lehrgangsräume und Lernorte sowie die Ausbildungswerkstätten und Appartements bzw. Zimmer in den Wohnbereichen sind ebenso barrierefrei zugänglich und behindertengerecht ausgestattet, wie die Angebote zur Freizeitgestaltung und Versorgung (Mensa, Kantine).
Im Bundesverband Deutscher Berufsförderungswerke sind die 28 Berufsförderungswerke des vom Bundesministerium für Arbeit und Soziales geschaffenen Netzplanes organisiert. Diese haben sich am 30. November 2009 in Berlin, eingetragen in das Vereinsregister des Amtsgerichts Charlottenburg am 8. Januar 2010, zu einem eingetragenen Verein zusammengeschlossen. Im Bundesarbeitskreis Berufsförderungswerke finden sich weitere sechs staatlich anerkannte Berufsförderungswerke in privater Trägerschaft.

## Ausbildung an einem Berufsförderungswerk

### Ausbildungspalette
Die an einem BFW angebotenen Lehrgänge entsprechen den anerkannten Ausbildungsberufen und schließen in der Regel mit der Prüfung vor der Industrie- und Handelskammer oder anderen staatlichen Stellen, wie Steuerberaterkammer, Handwerkskammer oder Gesundheits- oder Arbeitsministerien der Länder ab. Erleichterungen gibt es grundsätzlich nicht. Im Einzelfall kann jedoch bei der zuständigen IHK beispielsweise eine Zeitverlängerung bei der schriftlichen Prüfung beantragt werden, etwa bei einer Beeinträchtigung der Hände.
Die Dauer für die Ausbildung in einem neu zu erlernenden Beruf ist auf zwei Jahre (vier Semester) verkürzt.
Weiterhin werden zahlreiche integrationsorientierte Qualifizierungen mit individueller Dauer, Zielen, Wegen und Ausbildungsorten angeboten.
Die Ausbildungspalette ist individuell in jedem der 28 BFWs verschieden. Es werden kaufmännische und gewerblich-technische Ausbildungen, aber auch Berufe wie Gärtner oder Kosmetikerin angeboten, die je nach Art der gesundheitlichen Einschränkung erfolgreich absolviert werden können und für die es auch einen Bedarf an Arbeitskräften gibt, damit die Chance auf eine Wiedereingliederung in den ersten Arbeitsmarkt gegeben ist. Im Idealfall können die Rehabilitanden auf Kenntnisse ihres Vorberufes zurückgreifen.
Beispiele:
- Kaufmännische Berufe: Automobilkaufleute, Bürokaufleute, Industriekaufleute, Groß- und Außenhandelskaufleute, Kaufleute im Gesundheitswesen, Kaufmann für Spedition und Logistikdienstleistung
- IT-Berufe: Fachinformatiker, Mediendesigner in Digital- und Printmedien, Mediengestalter, Systemkaufleute, Systemelektroniker
- Gewerblich-technische Berufe: Bautechniker, Bauzeichner, Mechatroniker, Orthopädiemechaniker, Orthopädieschuhmacher, Technischer Zeichner, Technischer Produktdesigner – Fachrichtung Maschinen- und Anlagentechnik, Zerspanungsmechaniker, Werkzeugmechaniker, Zweiradmechaniker, Qualitätsfachmann.

### Ausbildungsablauf
Eine Ausbildung im BFW verfährt nicht nach dem Dualen System (Trennung von Ausbildungsbetrieb und Berufsschule). Rehabilitanden absolvieren ihre Ausbildung ausschließlich am BFW bzw. an zugehörigen Einrichtungen, wodurch die Eigenschaften normaler Berufsschulen mit denen von Lehrwerkstätten u. a. Praxiseinrichtungen verknüpft werden.
Die Ausbildung erfolgt erwachsenengerecht nach handlungsorientierten Konzepten.
Am Bedarf der Wirtschaft ausgerichtete Ausbildungskonzepte sichern eine praxisnahe Lern- und Arbeitsumgebung, beispielsweise durch Übungsfirmen und Projekte, die an der betrieblichen Praxis orientiert sind.
Zusätzlich absolvieren die Rehabilitanden gewöhnlich ein drei- bis fünfmonatiges Praktikum in einem Betrieb in der Nähe des eigenen Wohnstandortes, um einen Praxisbezug zu ihrer Ausbildung herzustellen und möglicherweise bereits den zukünftigen Arbeitgeber kennenzulernen.

### Voraussetzungen für eine Teilnahme
Es muss ein Anspruch auf Leistungen zur Teilhabe am Arbeitsleben nach dem neunten Buch Sozialgesetzbuch (SGB IX) bestehen. Im Gegensatz zu den Berufsbildungswerken (BBW) sollten die Teilnehmer über eine abgeschlossene Erstausbildung verfügen bzw. nicht mehr schulpflichtig sein. Dies ermöglicht die Verkürzung der Ausbildungszeit für einen vollwertigen Lehrberuf auf zwei Jahre, zum einen, weil einige allgemein bildende Inhalte wegfallen können, zum anderen, weil von erwachsenen Teilnehmern eine höhere Auffassungsgabe und Eigenarbeit erwartet werden kann.
Die Teilnehmer einer beruflichen Reha-Maßnahme müssen für den neuen Beruf körperlich und intellektuell geeignet sein. Dies kann in einer Berufsfindung und Arbeitserprobung am BFW festgestellt werden, die zwischen einigen Tagen und mehreren Wochen dauern kann.
Die Kosten der Maßnahme werden nach einer Bewilligung von den Rentenversicherungen, den Berufsgenossenschaften, der Bundesagentur für Arbeit oder den Krankenkassen getragen.
Rehabilitanden erhalten, je nach Kostenträger, während der Ausbildung am BFW ein Übergangsgeld. Es orientiert sich ähnlich wie das Arbeitslosengeld am letzten durchschnittlichen Arbeitseinkommen.

## Vorbereitende Maßnahmen der Berufsförderungswerke
Die Berufsförderungswerke bieten auch verschiedene Maßnahmen an, die den Erfolg der zweijährigen Ausbildung sichern sollen. Nicht jedes deutsche BFW bietet alle Vorbereitungsmaßnahmen an; es werden je nach BFW andere Schwerpunkte gesetzt. Hier kann der Interessent sich jedoch vor Ort telefonisch oder via E-Mail kundig machen, welche jeweiligen Vorbereitungen angeboten werden.

### Rehabilitationsvorbereitungstraining (RVT)
Das RVT ist auf Personen mit psychischen und/oder sozialen Problemen ausgerichtet. Hier sollen die Teilnehmer unter Berücksichtigung ihrer Persönlichkeit stabilisiert werden. Der Trainingsrahmen bleibt auf einen kleinen Personenkreis beschränkt. Ängste und Lernprobleme werden abgebaut, die Integration in eine Lerngruppe wird ebenso trainiert wie die systematische Strukturierung des Tagesablaufs. All das erfolgt anhand Vermittlung fachlicher Inhalte durch die Ausbildung, aber auch ausbildungsbegleitend durch die Reha-Fachdienste, insbesondere durch den Psychologischen Dienst.
Die grundlegende Schulungs- und Gruppenfähigkeit (sechs bis neun Unterrichtseinheiten pro Tag) sind erforderlich. Ebenso ist die Suchtmittelfreiheit Voraussetzung und kann im Zweifelsfall mit den Reha-Fachdiensten im Vorfeld geklärt werden.
Die Schwerpunkte des RVT liegen einerseits in schulisch-beruflichem Training, andererseits in psycho-sozialer Begleitung. Im schulisch-beruflichen Training werden die Leistungsanforderungen – flexibel und individuell ausgerichtet – langsam erhöht.
Im Fach Deutsch werden Rechtschreibung, Berichtswesen und Grammatik trainiert. Freie Rede und Vortrag sind Anteile der mündlichen Lehreinheiten.
Im Fach Mathematik werden grundlegende Rechenarten aufgefrischt und vermittelt. Die individuelle inhaltliche Auswahl orientiert sich an den angestrebten Berufsbildern und erstreckt sich über die Grundrechenarten, die Bruchrechnung, algebraische Grundlagen, den Dreisatz bis hin zur Prozentrechnung.
Im Fach Methodentraining werden Moderations- und Präsentationstechniken gelehrt. Grundlegende Einführungen in das Arbeiten mit einem PC (Windows, WORD, Internet-Recherchen) sind in die Berufserkundung integriert.
Gezieltes Kommunikationstraining baut überdies Unsicherheiten vor einer Gruppe ab.
Das Trainingsprogramm beinhaltet auch Hospitationen im vorgesehenen Ausbildungsbereich. Dort können sich RVT-Teilnehmer intensiver mit dem angestrebten Ausbildungsgang auseinandersetzen und ihr angestrebtes Berufsbild kennenlernen.
Die Teilnehmer werden durch Trainingseinheiten und individuelle (z. B. psychotherapeutische) Maßnahmen durch Fachdienste (Ärzte, Psychologen, Ergotherapeuten u. ä.) unterstützt.
Das gesamte RVT-Team reflektiert regelmäßig die Trainingssituation und die Fortschritte der einzelnen Teilnehmer. Die angestrebten Ziele werden in individuellen, mit den Rehabilitanden geführten Fördergesprächen immer wieder neu bewertet.
Schließlich erhält der Reha-Träger einen RVT-Bericht. Die Folgemaßnahme kann, abhängig von der Stabilität des Teilnehmers und vom RVT-Beginntermin, entweder ein nahtlos anschließender, berufsbezogener Rehavorbereitungslehrgang (RVL) sein, oder – wenn die Stabilität des Teilnehmers genügend gefestigt ist – die berufliche Qualifizierung.

## Ausblick
Aufgrund eines Paradigmenwechsels in der Sozialpolitik und der angespannten Finanzsituation bei den Leistungsträgern (gesetzliche Rententräger, Berufsgenossenschaften, Arbeitsagentur) sind die Anmeldungen für Rehabilitanden in vollständige Lehrberufe an den BFWs rückläufig.
Seit etwa 2006 ist die Tendenz zu erkennen, die berufliche Rehabilitation der Teilnehmer mit dem Ziel der Integrierung in den ersten Arbeitsmarkt durch verkürzte Maßnahmen von drei bis 18 Monaten Dauer (Modulare Maßnahmen) zu erreichen.
Die Kosten für eine berufliche Reha-Maßnahme in einem BFW sind erheblich und werden vom jeweiligen Leistungsträger getragen, gegenüber dem der Rehabilitand erworbene Leistungsansprüche besitzt (Beispiel: bei Arbeitsunfall die Berufsgenossenschaft). Daher wird von den Rehabilitanden ein hohes Maß an Motivation und eigenverantwortlicher Mitarbeit erwartet. Die BFWs erstatten den Leistungsträgern in regelmäßigen Abständen Bericht über den individuellen Lernfortschritt und ob Aussicht auf einen erfolgreichen Abschluss besteht (Individueller Förder- und Integrationsplan, IFIP).
Im Extremfall haben die Leistungsträger die Möglichkeit, die Reha-Maßnahme bei fehlender Aussicht auf Erfolg (z. B. durch mangelnde Mitarbeit, fehlende intellektuelle und körperliche Fähigkeit, langwierige Krankheit oder sonstige längerfristige Ausfälle) abzubrechen.

## Reha-Vertretung
In jedem BFW existiert eine Reha-Vertretung, welche die Interessen der Teilnehmenden gegenüber dem BFW wahrnimmt. Diese wird regelmäßig durch die Rehabilitanden in geheimer Wahl gewählt. Sie stellt eigene Ausschüsse (z. B. Küchenausschuss, Ausschuss für Sport- und Freizeit, Internatsausschuss usw.) und verfügt über eigene finanzielle Mittel. Sie kann in einigen Kommunen im Einvernehmen mit der BFW-Leitung einen Schwerbehindertenvertreter in den Schwerbehindertenausschuss der Gemeinde entsenden.

## Liste der Berufsförderungswerke
- Berufsförderungswerk Bad Pyrmont (Rehabilitations- und Umschulungseinrichtung)
- Berufsförderungswerk Bad Wildbad (Zentrum für medizinische und berufliche Rehabilitation Querschnittgelähmter)
- Berufsförderungswerk Berlin-Brandenburg (Zentrum für Berufliche Rehabilitation, BFW Berlin-Brandenburg e. V.)
- Berufsförderungswerk Birkenfeld (Zentrum für berufliche Rehabilitation in Rheinland-Pfalz und Saarland)
- Bfw Friedehorst-Bremen
- Berufsförderungswerk Dortmund (Rehabilitations- und Umschulungseinrichtung)
- Berufsförderungswerk Dresden (Zentrum für berufliche Rehabilitation)
- Berufsförderungswerk Düren (Zentrum für berufliche Bildung Blinder und Sehbehinderter)
- Berufsförderungswerk Frankfurt am Main (Rehabilitations- und Umschulungseinrichtung)
- Berufsförderungswerk Goslar (Rehabilitations- und Umschulungseinrichtung)
- Berufsförderungswerk Halle (Spezialeinrichtung für blinde und sehbehinderte Menschen)
- Berufsförderungswerk Hamburg (Rehabilitations- und Umschulungseinrichtung)
- Berufsförderungswerk Heidelberg (SRH Berufliche Rehabilitation GmbH)
- Berufsförderungswerk Hamm (Rehabilitations- und Umschulungseinrichtung)
- Berufsförderungswerk Heidelberg-Schlierbach (Kurt-Lindemann-Haus) (Berufliche Rehabilitation und Umschulung)
- Berufsförderungswerk Köln (Berufliche Rehabilitation, Träger: Diakonie Michaelshoven)
- Berufsförderungswerk Leipzig (Berufliche Rehabilitation und Umschulung)
- Berufsförderungswerk Lippoldsberg (Berufliche Rehabilitation und Umschulung)
- Berufsförderungswerk Mainz (Berufliche Rehabilitation, Spezialeinrichtung für Sehbehinderte und Blinde, seit 2010 auch für Hörgeschädigte und Gehörlose, Bereiche: Physiotherapie, Masseur und med. Bademeister, medizinische Tastuntersuchung, Manuelle Lymphdrainage und weitere Fortbildungen)
- Berufsförderungswerk München (Berufliche Rehabilitation und Umschulung)
- Berufsförderungswerk Nürnberg (Zentrum für Berufliche Rehabilitation, BFW Nürnberg gGmbH)
- Berufsförderungswerk Oberhausen (Assessment, berufliche Rehabilitation und Umschulung)
- Berufsförderungswerk Sachsen-Anhalt (Assessment, berufliche Rehabilitation, Gesundheitsmanagement, Personaldienstleistungen)
- Berufsförderungswerk Schömberg (Berufliche Rehabilitation und Umschulung)
- Berufsförderungswerk Stralsund
- Berufsförderungswerk Thüringen (Berufliche Rehabilitation und Umschulung)
- Berufsförderungswerk Koblenz (Berufliche Rehabilitation in der Region Koblenz)
- Berufsförderungswerk Weser-Ems (Rehabilitations- und Umschulungseinrichtung)
- Berufsförderungswerk Würzburg (Spezialeinrichtung für blinde und sehbehinderte Menschen)
- Berufsförderungswerk Eckert Regenstauf (Berufliche Rehabilitation und Umschulung)